# 埃斯科河畔讷维尔
埃斯科河畔讷维尔（法語：Neuville-sur-Escaut，法語發音：[nøvil syʁ ɛsko]）是法国上法兰西大区北部省的一个市镇，位于该省东部，属于瓦朗谢讷区。

## 地理
埃斯科河畔讷维尔（50°17'59"N, 3°21'14"E）面积4.74 平方千米，位于法国上法蘭西大區北部省，该省份为法国最北部的省份及最长的省份，西北濒北海，西接加来海峡省，南至埃纳省和索姆省，东与比利时接壤。
与埃斯科河畔讷维尔接壤的市镇（或旧市镇、城区）包括：卢尔什、布尚、杜希莱米讷、略圣阿芒、塞勒河畔努瓦耶勒。

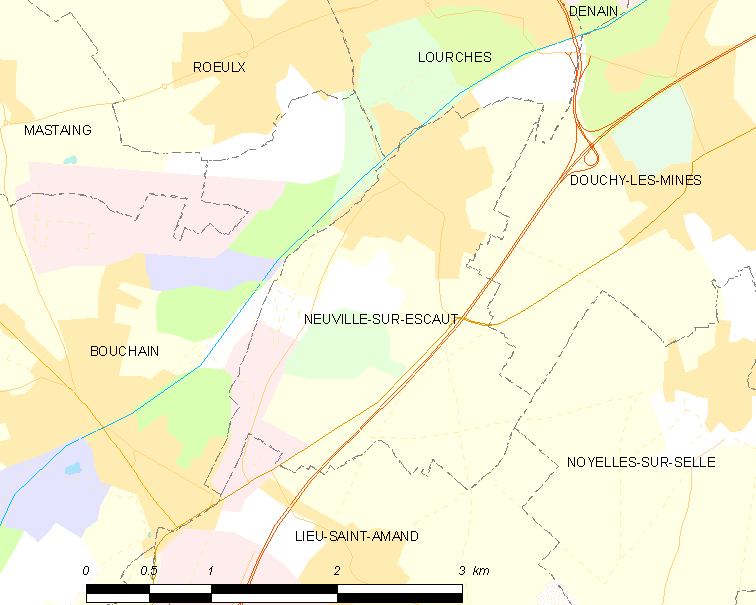
埃斯科河畔讷维尔的OSM定位图

埃斯科河畔讷维尔的时区为UTC+01:00、UTC+02:00（夏令时）。

## 行政
埃斯科河畔讷维尔的邮政编码为59293，INSEE市镇编码为59429。

## 政治
埃斯科河畔讷维尔所属的省级选区为德南县。

## 人口

1962-2008年间埃斯科河畔讷维尔人口变化图示

埃斯科河畔讷维尔于2022年1月1日时的人口数量为2759人。